# Cégep de Trois-Rivières
 (décembre 2023).
Le Cégep de Trois-Rivières est une institution postsecondaire de formation préuniversitaire et technique située dans la ville de Trois-Rivières au Québec. Il a été fondé le 15 mai 1968. 
Le cégep offre 42 programmes menant à un diplôme d'études collégiales (DEC), soit 15 programmes préuniversitaires et 27 programmes techniques. Il compte également trois centres de transfert de technologie (CCTT) ainsi que des services aux entreprises et de formation continue.

## Historique
Créé officiellement le 15 mai 1968, le Cégep de Trois-Rivières ouvrait ses portes le 10 septembre de la même année en accueillant 2 177 étudiants. Il offrait à sa première année d'existence 18 programmes : 7 au secteur préuniversitaire et 11 au secteur technique[source insuffisante].
Le Cégep de Trois-Rivières est le fruit du regroupement des fonctions d’enseignement collégial de huit institutions : l’Institut de technologie de Trois-Rivières, l’Institut de papeterie de la province de Québec, les Séminaires Saint-Antoine, Saint-Joseph et de Nicolet, l’École d’aide sociale, l’École des infirmières et le Collège Marie-de-l’Incarnation. 
Outre ses deux pavillons principaux, le cégep compte des résidences, trois centres de transfert de technologie et l'Observatoire d’astronomie de Champlain. Jean-Denis Leduc, qui dirigea l'établissement de 2003 à 2006, a réalisé plusieurs projets immobiliers tels la Salle de concert Desjardins et l'inauguration du Théâtre du Cégep de Trois-Rivières. De juin 2011 à juin 2016, c'est Raymond-Robert Tremblay qui assurait la direction du collège. Depuis, c'est M. Louis Gendron qui est en poste.

### Stade Diablos
Le stade Diablos est inauguré le 11 septembre 2004. Le stade accueille le camp d'entraînement des Alouettes de Montréal en 2022 et 2023,.

### Le Centre de documentation Louis-Martel
Le Centre de documentation Louis-Martel est une bibliothèque de références qui comprend plus de 100 000 documents. Cette dernière a été créée en 1968 en réunissant cinq collections : l’Institut de technologie, l’École d’aide sociale, l’École normale Maurice Duplessis, le Séminaire Saint-Antoine et l’École de papeterie. La bibliothèque a été installée dans ses locaux actuels du pavillon des Humanités en janvier 1979 et compte également la Matériauthèque située au pavillon des Sciences.

## Plan stratégique et mission institutionnelle
Mission
La mission telle que décrite par le collège :
À titre d’établissement d’enseignement supérieur, la mission principale du Cégep de Trois-Rivières consiste à offrir des services éducatifs de grande qualité en formation préuniversitaire et technique, en formation continue et aux services aux entreprises.
Ses missions complémentaires consistent à développer la recherche pédagogique, technologique et sociale et les transferts technologiques, à poursuivre des projets éducatifs et de coopération régionaux, nationaux et internationaux, et enfin à contribuer au développement de la Mauricie en participant à des projets à caractère culturel, communautaire, sportif, technologique et économique.

## Centres de transfert de technologie (CCTT)
Le Cégep de Trois-Rivières dispose de trois centres collégiaux de transfert de technologie : le Centre de métallurgie du Québec (CMQ), Innofibre - Centre d’innovation des produits cellulosiques (anciennement le Centre spécialisé en pâtes et papiers) et le Centre collégial de transfert de technologie en télécommunications (C2T3).
Créé en 1985, le Centre de métallurgie du Québec (CMQ), auparavant connu sous le nom de Centre intégré de fonderie et de métallurgie, vise à soutenir le développement technologique des entreprises manufacturières du Québec œuvrant dans le secteur métallurgique.
En 1989 était créé le second CCTT, le Centre spécialisé en pâtes et papiers (CSPP), aujourd’hui devenu Innofibre, qui s’est donné comme mission de contribuer au positionnement technologique et au développement durable de l’industrie papetière et du bioraffinage au Québec, en soutenant l’innovation et la diversification des produits issus de la biomasse et en adaptant les technologies papetières. En 2008 était reconnu le troisième CCTT, le Centre collégial de transfert de technologie en télécommunications (C2T3).

## Association étudiante
Les quelque 4 400 étudiants du Cégep de Trois-Rivières sont représentés au sein de l'Association générale des étudiants du Cégep de Trois-Rivières (AGECTR). Cette dernière a été membre de la Fédération étudiante collégiale du Québec (FECQ) de 1992 à 2014. Les étudiants du Cégep de Trois-Rivières ont voté à 80,25% contre le maintien de l’affiliation à la FECQ lors d’un référendum tenu les 1 et 2 mai 2014
.
Les étudiants se sont positionnés majoritairement en faveur de l'indépendance du Québec lors de leur Assemblée générale du 26 novembre 2019.

## Statistiques
- 4 400 étudiants
- 370 enseignants
- 42 programmes d'études
- 3 centres de transfert de technologie
- 2 pavillons